# ダチョウゴケ
ダチョウゴケ(Ptilium crista-castrensis)は、キヌゴケ科のコケで、英語ではknights plume mossまたはostrich-plume feathermossという。

## 生態
カナダの北方樹林の林床の他、北ヨーロッパの多くの森林でみられる。例えば、ある程度の密度の林冠を持ち、林床をイワダレゴケやタチハイゴケが覆うクロトウヒ/ハイゴケの極相林で見られる。